# Relações entre China e Malásia
As relações entre China e Malásia são as relações externas bilaterais, a nível económico, político e cultural, entre a República Popular da China e a Malásia, dois estados asiáticos.
A China em sua embaixada em Kuala Lumpur e escritórios de consulados-gerais em Penang, Kota Kinabalu e Kuching. A Malásia mantém sua embaixada em Pequim, bem como escritórios de consulados em Kunming, Guangzhou, Xangai, Xi'an e Hong Kong.
Ambos os países são demandantes das disputas territoriais no mar da China Meridional e, nos últimos tempos, resultaram em alguns atritos, principalmente da Malásia. Uma pesquisa realizada em 2014 pelo Pew Research Center mostrou que 66% dos malaios estavam preocupados com o fato de as disputas territoriais entre a China e os países vizinhos poderem levar a um conflito militar. No entanto, no lado econômico, uma pesquisa de 2017 realizada pelo Merdeka Center revelou que 70% dos malaios apoiavam a presença e o investimento da China no país.
Enquanto mais de 25% dos malaios são etnicamente chineses da Malásia, cujos ancestrais migraram da China ao longo dos séculos, eles geralmente não se associam a ser da China, exceto alguns chineses de primeira geração na Malásia.

## Comparação entre os países
|                                         | China                                       | Malásia                                                     |
| --------------------------------------- | ------------------------------------------- | ----------------------------------------------------------- |
| População (2018)                        | 1.427.647.786                               | 32.400.000                                                  |
| Área                                    | 9.956.961 km²                               | 330.803 km²                                                 |
| Densidade populacional                  | 144,0 hab/km                                | 92,0 hab/km                                                 |
| Capital                                 | Pequim                                      | Kuala Lumpur                                                |
| Maior cidade                            | Xangai                                      | Kuala Lumpur                                                |
| Governo                                 | República popular socialista unipartidária  | Monarquia eletiva constitucional Democracia parlamentarista |
| Línguas oficiais                        | Chinês                                      | Malaio                                                      |
| PIB nominal (2019)                      | US$ 14,140 Trilhões (US$ 10 099 per capita) | US$ 373,0 Bilhões (US$ 11 338 per capita)                   |
| Moeda                                   | Renminbi                                    | Ringgit malaio                                              |
| Índice de Desenvolvimento Humano (2018) | 85º (0,758)                                 | 61º (0,804)                                                 |
| Índice Global de Paz (2019)             | 110º                                        | 16º                                                         |